# Parafia Wniebowzięcia Najświętszej Maryi Panny w Nawarii
Parafia Wniebowzięcia Najświętszej Maryi Panny w Nawarii − parafia rzymskokatolicka znajdująca się w archidiecezji lwowskiej w dekanacie Gródek.
Parafia nie posiada własnego proboszcza i jest administrowana dojazdowo przez proboszcza z parafii Siemianówka.